# Liste der Orte in St. Helena, Ascension und Tristan da Cunha

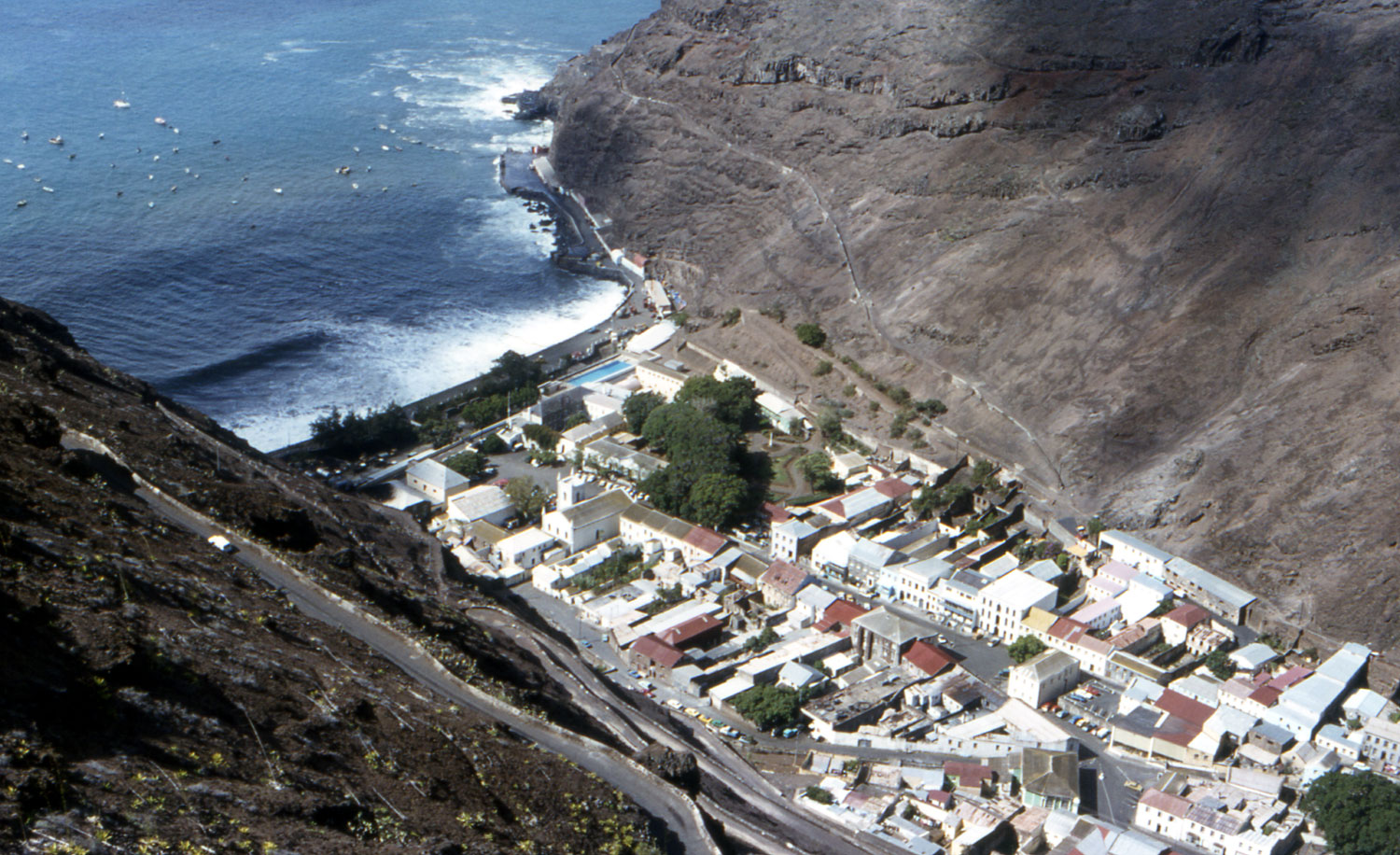
Jamestown auf St. Helena

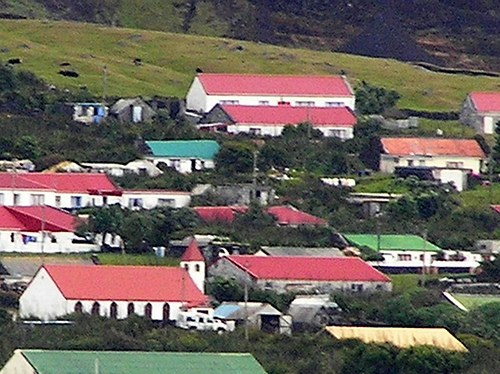
Edinburg of the Seven Seas auf Tristan da Cunha

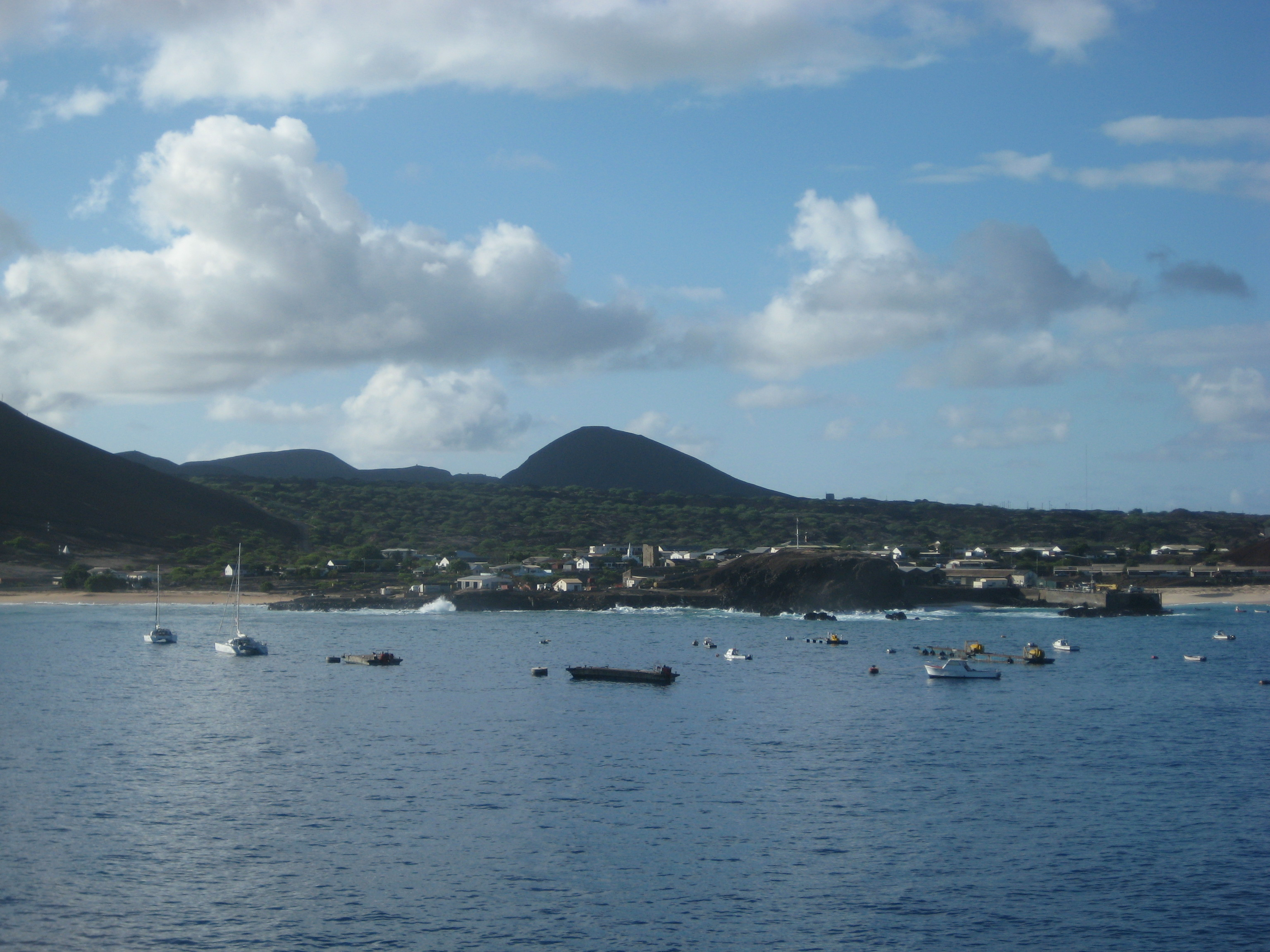
Georgetown auf Ascension

Dies ist eine unvollständige Liste von Orten des Britischen Überseegebiets St. Helena, Ascension und Tristan da Cunha, alphabetisch sortiert nach Ortsnamen.

## St. Helena
| Ort               | Bevöl- kerung | Distrikt         | Bemerkungen                              |
| ----------------- | ------------- | ---------------- | ---------------------------------------- |
| Alarm Forest      | ...           | Alarm Forest     |                                          |
| Blue Hill Village | ...           | Blue Hill        |                                          |
| Francis Plain     | ...           | St. Paul’s       |                                          |
| Half Tree Hollow  | 984 (2016)    | Half Tree Hollow | größte Ansiedlung des Überseegebietes    |
| Head o’Wain       | ...           | Blue Hill        |                                          |
| Jamestown         | ...           | Jamestown        | faktische Hauptstadt des Überseegebietes |
| Levelwood         | ...           | Levelwood        |                                          |
| Longwood          | ...           | Longwood         |                                          |
| Ruperts           | ...           | Jamestown        |                                          |
| Sandy Bay         | ...           | Sandy Bay        |                                          |
| Scotland          | ...           | St. Paul’s       |                                          |
| St. Paul’s        | ...           | St. Paul’s       |                                          |

## Ascension
| Ort               | Bevöl- kerung | Distrikt  | Bemerkungen |
| ----------------- | ------------- | --------- | ----------- |
| Georgetown        | 450           | Ascension |             |
| Two Boats Village | 110           | Ascension |             |

## Tristan da Cunha
| Ort                               | Bevöl- kerung | Distrikt         | Bemerkungen                   |
| --------------------------------- | ------------- | ---------------- | ----------------------------- |
| Edinburgh of the Seven Seas       | 278           | Tristan da Cunha |                               |
| Wetterstation auf der Gough-Insel | 6–8           | Tristan da Cunha | Südafrikanische Wetterstation |